# Charaxes cabacus
Charaxes cabacus är en fjärilsart som beskrevs av Jordan 1925. Charaxes cabacus ingår i släktet Charaxes och familjen praktfjärilar. Inga underarter finns listade i Catalogue of Life.